# Hípias
Hípias foi um tirano da antiga Atenas que governou entre 527 a.C. e 510 a.C. Era o filho mais velho de Pisístrato, responsável pela introdução da tirania em Atenas, a quem sucedeu depois da sua morte, governando inicialmente junto com seu irmão Hiparco.

## Tirania
Hípias teria cerca de 45 anos quando assumiu o poder. Continua a política de engrandecimento da pólis ateniense, iniciada pelo pai. Teria sido durante o seu governou que se cunhou a famosa moeda ateniense com uma coruja (ou alternativamente nos últimos anos do governo do pai). O seu irmão mais novo, Hiparco, com o qual teria governado, trouxe para a cidade Simónides e Anacreonte, grandes poetas daquele tempo. Hiparco foi assassinado em 514 a.C. por Harmódio e Aristógito, os "Tiranicidas". Hípias, que até então tinha governado de forma moderada, integrando aristocratas de todas as facções no arcontado, passou a adoptar uma série de medidas impopulares. Entre estas encontrava-se o aumento dos impostos, necessário para financiar o pagamento dos mercenários contratados para o defender de revoltas.

## Queda
A família dos Alcmeónidas, exilada desde 514 a.C., procura derrubar Hípias, fundando na Ática uma fortaleza, a partir da qual lançam um ataque que se revelou um fracasso.
O fim da carreira de Hípias como tirano chegou quatro anos depois, em 510 a.C., quando o rei espartano Cleómenes I ataca Hípias em Atenas. A força de Hípias estava em sua cavalaria, mas Cleómenes a neutraliza cortando árvores e enchendo o campo de batalha com elas. Graças à ajuda de atenienses hostis à tirania, Cleómenes cerca Hípias e os seus partidários na Acrópole. Hípias decide então abdicar, abandonando a cidade. Os Alcmeónidas regressam do exílio e o povo de Atenas integra no governo um dos seus membros, Clístenes.

## Exílio
Quando Hípias foi derrubado, Amintas I da Macedônia ofereceu-lhe o território de Ântemo, no golfo Termaico, enquanto os tessálios ofereceram-lhe Iolco. O ex-tirano, porém, não aceitou, preferindo se retirar para Sigeion, que havia sido conquistada de Mitilene por Pisístrato e era governada pelo tirano Hegesistrato, filho natural de Pisístrato e uma mulher argiva.
Hípias refugiou-se junto do governador persa de Sardes e mais tarde na corte de Dario I. Em 490 a.C. acompanhou a expedição persa que atacou os gregos em Maratona. Os Persas foram derrotados na batalha que ali teve lugar. Hípias teria falecido no regresso à corte persa.